# Monaster Zaikonospasski
Monaster Zaikonospasski, wł. monaster Obrazu Chrystusa Zbawiciela Nie Ludzką Ręką Uczynionego – prawosławny męski klasztor w Moskwie, o statusie wspólnoty stauropigialnej.
Potoczna nazwa monasteru odnosi się do jego wezwania (Spasski sugeruje wezwanie odnoszące się do Chrystusa Zbawiciela) i położenia (za straganami, na których sprzedawano ikony).

## Historia
Monaster został założony w 1600 przez cara Borysa Godunowa. Pierwsze wzmianki o jego istnieniu pochodzą jednak dopiero z 1635. Główna świątynia klasztorna powstała w 1660 i została wyświęcona rok później.
W 1665 na terenie klasztoru powstała szkoła kierowana przez Symeona Połockiego. W 1687 patriarcha moskiewski i całej Rusi Joachim doprowadził do jej zamknięcia, uznając, że jej program w zbyt dużym stopniu oparty był na wzorcach zachodnich, niepożądanych w Rosji. Joachim był zdania, że o ile powstanie akademii w Moskwie było zasadne, powinno nauczać się w niej głównie języka greckiego i teologii prawosławnej. W 1687 przy Monasterze Zaikonospasskim powstała Akademia Słowiańsko-Grecko-Łacińska prowadzona przez greckich mnichów, braci Joannicjusza i Sofroniusza Lichudów, zaproszonych do Moskwy przez patriarchę dwa lata wcześniej. Akademia istniała przy klasztorze do 1814, gdy przeniesiono ją do ławry Troicko-Siergijewskiej i przekształcono w Moskiewską Akademię Duchowną.
Wcześniej, najprawdopodobniej w latach 1711–1720, główny sobór monasterski został przebudowany według projektu architekta związanego z Iwanem Zarudnym, na co wskazują związki z innymi moskiewskimi cerkwiami – Gabriela Archanioła i Teodora Stratylatesa oraz św. Jana Rycerza. Budowla została wzniesiona na planie czworoboku, jednak jej górne kondygnacje przybierają kształt ośmioboku. Głównym elementem dekoracji soboru są pilastry wokół okien. W podziemiach świątyni znajduje się druga cerkiew, nosząca wezwanie Wszechmiłującego Zbawiciela. Główny sobór posiada również drugi ołtarz Ikony Matki Bożej „Wszystkich Strapionych Radość”. Główna świątynia klasztorna została poważnie uszkodzona w pożarze już po siedemnastu latach od wyświęcenia, jednak w 1742 odbudowano go. W 1812 monaster został zniszczony wskutek pożaru Moskwy i zajęcia miasta przez Francuzów, jego renowację przeprowadzono dopiero w 1851.
Po rewolucji październikowej cerkwie klasztoru przejęli zwolennicy ruchu odnowicielskiego. Do śmierci w 1927 służył w nich Antonin (Granowski), były biskup Rosyjskiego Kościoła Prawosławnego, przywódca jednej z organizacji odnowicielskich – Związku Odrodzenia Cerkiewnego. Nabożeństwa w soborze odprawiane były według rytu opracowanego osobiście przez Antonina na podstawie najstarszych liturgii chrześcijańskich, w języku rosyjskim, w zmienionej przestrzeni sakralnej z ołtarzem na środku nawy. Dwa lata po śmierci duchownego, w 1929, świątynia została zamknięta i do 1992 mieściły się w niej różne instytucje świeckie. W latach 60. XX wieku obiekt częściowo odrestaurowano.
W 1992 dawny sobór monasterski został zwrócony Rosyjskiemu Kościołowi Prawosławnemu, w tym samym roku wznowiono sprawowanie w nim nabożeństw. Przez kolejne osiemnaście lat obiekt sakralny miał status patriarszego metochionu. W 2010 Święty Synod Rosyjskiego Kościoła Prawosławnego ogłosił restytucję męskiej wspólnoty mniszej i nadał jej status monasteru stauropigialnego.

## Przełożeni monasteru[5]
- Rafał (Krasnopolski), 1703–1704
- Gedeon (Wiszniewski), 1723–1728
- German (Koncewicz), 1728–1731
- Porfiry (Krajski), 1742–1748
- Genadiusz (Dranicyn), 1757–1758
- Gabriel (Pietrow-Szaposznikow), 1760/1761–1763
- Genadiusz (Granicki), 1764–1768
- Antoni (Gierasimow-Zybielin), 1768–?
- Ambroży (Podobiedow), 1774–1778
- Paweł (Ponomariow), 1782–1783
- Metody (Smirnow), 1792–1794
- Ambroży (Jakowlew-Orlin), 1794–1795
- Eulampiusz (Wwiedienski), 1795–1798
- Serafin (Głagolewski), 1798–1799
- Włodzimierz (Trietjakow), 1799–1801
- Augustyn (Winogradski), 1801–1814
- Eugeniusz (Kazancew), 1814–1817
- Parteniusz (Czertkow), 1817–1819
- Witalis (Szczepietow), 1827–1833
- Sergiusz (Lapidiewski), 1859–1861
- Joannicjusz (Chołujski), od 1861
- Józef (Bażenow), 1881–1884
- Arseniusz (Iwaszczenko), 1886–1889
- Teodozjusz (Rożdiestwienski), do 1895
- Anatol (Stankiewicz), wzmiankowany 1898
- Teofilakt (Klemientjew), 1903–1907
- Eutymiusz (Jelijew), 1909–1913
- Piotr (Afanasjew), od 2010